# Irolita westraliensis
Irolita westraliensis is een vissoort uit de familie van de Arhynchobatidae. De wetenschappelijke naam van de soort is voor het eerst geldig gepubliceerd in 2008 door Last & Gledhill.